# Artràlgia
L'artràlgia (del grec, arthro- articulació, conjuntament amb -algos, mal) significa literalment dolor de l'articulació, és un símptoma d'una lesió, infecció, malaltia (en particular l'artritis) o una reacció al·lèrgica a la medicació. Segons MeSH, el terme "artràlgia" només s'ha d'utilitzar quan la condició és no inflamatòria, i el terme "artritis" ha de ser utilitzada quan la malaltia és inflamatòria.

## Causes
Les causes de l'artràlgia són variades i varien, des d'una perspectiva articular, des de processos degeneratius i destructius com l'artrosi i lesions esportives fins a la inflamació dels teixits que envolten les articulacions, com la bursitis. Aquests poden ser provocats per altres coses, com ara infeccions o vacunacions. Poden ser que s'afecti una sola articulació (monoarticular) o vàries (poliarticular).
| Causa                                                                                               | Mono- o poliarticular | Velocitat d'inici |
| --------------------------------------------------------------------------------------------------- | --------------------- | ----------------- |
| Artritis reumatoide                                                                                 | Poliarticular         | Setmanes–mesos    |
| Lupus eritematós sistèmic                                                                           | Poliarticular         | Mesos             |
| Artritis vírica (parvovirus B19, hepatitis B, hepatitis C, enterovirus, rubèola, parotiditis i VIH) | Poliarticular         |                   |
| Síndrome d'Ehlers-Danlos                                                                            | [ 8 ]                 |                   |
| Artritis reactiva                                                                                   | Poliarticular         |                   |
| Febre reumàtica                                                                                     | Poliarticular         |                   |
| Malaltia de Lyme                                                                                    | Poliarticular         |                   |
| Artritis gonocòccica                                                                                | Poliarticular         |                   |
| Artritis induïda per fàrmacs                                                                        | Poliarticular         |                   |
| Laxitud lligamentosa                                                                                | Poliarticular         |                   |
| Artrosi                                                                                             | Monoarticular         |                   |
| Gota                                                                                                | Monoarticular         | Horari            |
| Pseudogota                                                                                          | Monoarticular         |                   |
| Malaltia de Behçet                                                                                  | Monoarticular         |                   |
| Trauma físic                                                                                        | Monoarticular         | Immediatament     |
| Artritis sèptica                                                                                    | Monoarticular         | Horari            |
| Hemartrosi                                                                                          | Monoarticular         |                   |
| Antagonistes 5-HT2                                                                                  |                       |                   |
| Púrpura de Henoch-Schonlein                                                                         |                       |                   |